# John F. Carroll
 (novembre 2015).
Si vous disposez d'ouvrages ou d'articles de référence ou si vous connaissez des sites web de qualité traitant du thème abordé ici, merci de compléter l'article en donnant les références utiles à sa vérifiabilité et en les liant à la section « Notes et références ».
John F. Carroll, né en 1932, est mort le 12 août 1969, est un géant américain connu sous le nom de « Géant de Buffalo », en raison de son lieu de naissance. Il a été mesuré à 2,64 mètres le 14 octobre 1959.
Il est le troisième homme le plus grand attesté après Robert Wadlow et John Rogan.